# Königsberger Klopse

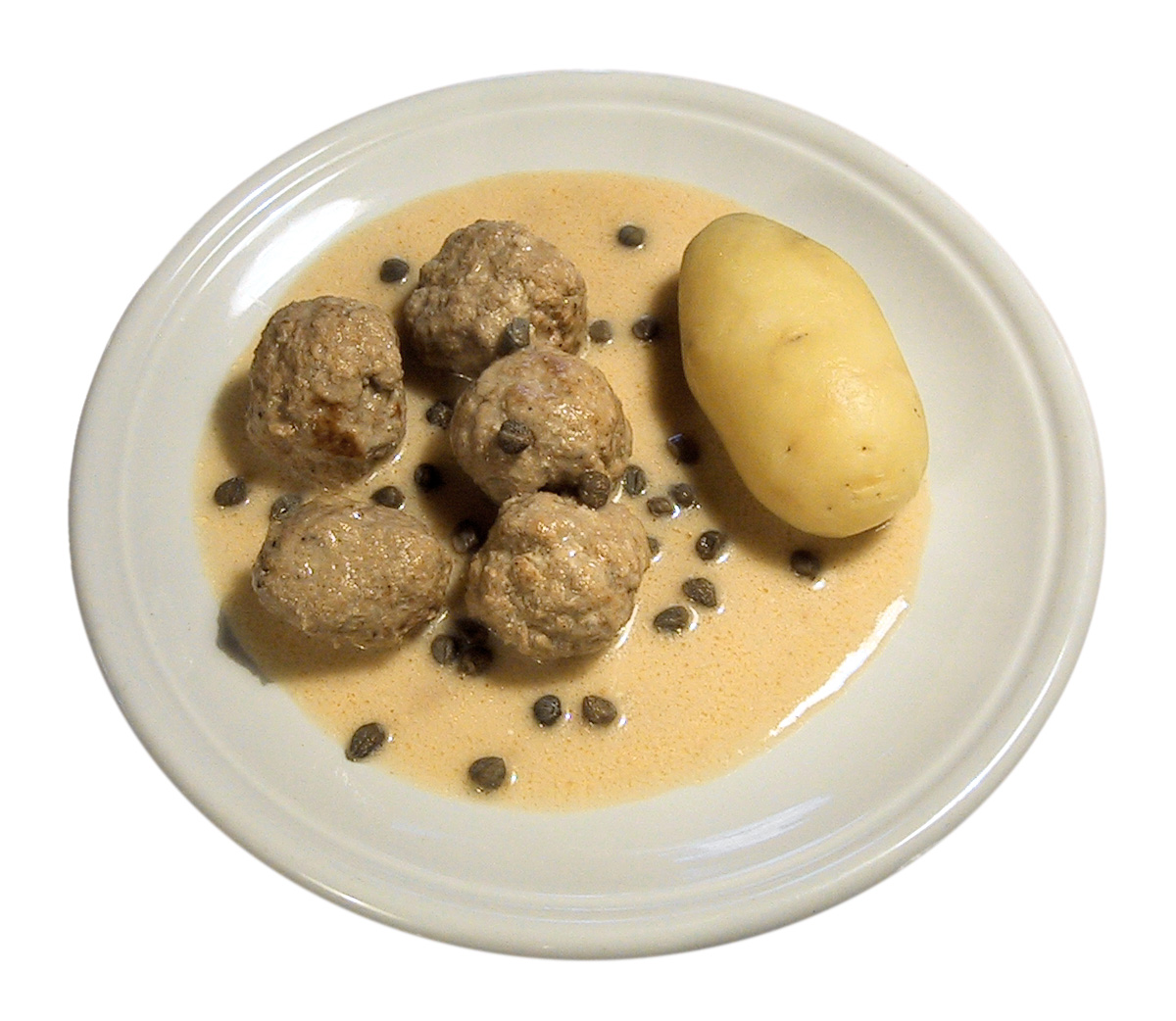
Königsberger Klopse.

Las Königsberger Klopse, denominadas también Soß-  o Kochklopse en las regiones cercanas a Berlín, son una especialidad de la región de Prusia Oriental que se cocina como una especie de albóndigas de carne con una salsa base de crema con alcaparras. 

## Preparación
Se suele emplear en la elaboración carne picada de ternera o de vaca y se mezcla con carne de cerdo, añadiendo a la pasta algo de arenque en salzaón (Salzhering o sardinas), cebolla, huevo y especias. Se forman unas bolas con algo de harina y se vierten en salmuera para que se cuezan. Se sirven con nata y huevo y se añaden algunas alcaparras. Como acompañamiento se suele poner en el plato una patata cocida o arroz.

## Extensión en el mundo
Esta comida, se ha hecho famosa en muchas partes del mundo, pudiendo así poder encontrarla en lugares tal como un restaurante en Barcelona o simplemente en Suiza. Es una receta, que también sufre variaciones dependiendo del territorio en que se sirve. Por ejemplo, en el sur de Alemania se sirve con las alcaparras trituradas.
- Datos: Q564976
- Multimedia: Königsberger Klopse / Q564976